# ليستير إس. مور
ليستير إس. مور (بالإنجليزية: Lester S. Moore)‏ هو مهندس معماري أمريكي، ولد في 1871 في كانساس في الولايات المتحدة، وتوفي في 1924 في كاليفورنيا في الولايات المتحدة.